# Kabinett Seite II
Das Kabinett Seite II war die nach der Landtagswahl 1994 gebildete Landesregierung von Mecklenburg-Vorpommern. Das Kabinett amtierte vom  8. Dezember 1994 bis zum 2. November 1998. Die große Koalition aus CDU und SPD löste die bis dahin regierende schwarz-gelbe Regierung (Kabinett Seite I) ab. Ministerpräsident war erneut Berndt Seite.

## Voraussetzungen
In der ersten Legislaturperiode von 1990 bis 1994 regierte eine Koalition aus CDU und FDP. Der erste Ministerpräsident, Alfred Gomolka, war nach heftigen Kontroversen innerhalb der CDU, die sich  vor allem an der Privatisierung der Werftindustrie entzündeten, sowie  persönlichen Spannungen innerhalb des Kabinetts und Differenzen der Regierung mit der Landtagsfraktion der CDU nach nur 18 Monaten zurückgetreten. Am 19. März 1992 übernahm Berndt Seite das Amt des Ministerpräsidenten.
Mit der Landtagswahl 1994 konzentrierte sich das im Parlament vertretene Parteienspektrum auf CDU, SPD und PDS. Während die CDU leicht verlor und die SPD 2,5 Prozent hinzugewann, legte die PDS sieben Prozent hinzu und kam auf 22,7 Prozent. Die CDU verfügte nun über 30, die SPD über 23 und die PDS über 18 Sitze.

## Regierungsbildung
Der SPD-Vorsitzende und Spitzenkandidat Harald Ringstorff hatte  offen mit der ersten rot-roten Koalition unter seiner Führung geliebäugelt, wurde bei diesen Überlegungen jedoch von der Bundeszentrale der SPD gebremst, so dass die Sozialdemokraten Juniorpartner in einer Großen Koalition unter Berndt Seite wurden. Da die CDU ihren bisherigen Koalitionspartner FDP verloren hatte, stellte sich für sie keine andere Option als das Bündnis mit der SPD.
Bereits in den von Auseinandersetzungen und Misstrauen geprägten Koalitionsverhandlungen zeichneten sich die atmosphärischen Spannungen der künftigen Regierung ab. Die CDU stellte im neuen Kabinett noch vier Minister und den Ministerpräsidenten, die SPD übernahm drei Ressorts. Kultusministerin wurde die parteilose Regine Marquardt, die jedoch bereits dem Schattenkabinett Harald Ringstorffs angehört hatte und später der SPD beitrat. Chef der Staatskanzlei wurde der bisherige Staatssekretär im Kultusministerium Thomas de Maizière. Die bisherigen Minister Herbert Helmrich, Frieder Jelen und Steffie Schnoor verloren ihre Ressorts.

## Das schwarz-rote Kabinett unter Berndt Seite
Die CDU-SPD-Koalition war dauerhaft von internen Spannungen und von Misserfolgen geprägt. Industrielle Großprojekte wie der Bau einer Transrapid-Strecke oder die Ansiedlung der Airbus-Produktion in Rostock scheiterten. Die Arbeitslosenquote lag bei 20 bis 30 Prozent.
Fast zu einem Bruch der Koalition kam es, als Finanzministerin Bärbel Kleedehn mit der Bundesregierung ein Konzept für die krisengeschüttelte Werftindustrie vereinbarte, ohne Wirtschaftsminister Ringstorff einzubinden. Daraufhin lotete Ringstorff erneut die Möglichkeiten einer Koalition mit der PDS aus, wurde dabei jedoch wiederum von der Bundesparteizentrale gebremst.
In dieser Koalitionskrise gab Ringstorff sein Ministeramt auf, wurde wieder Fraktionsvorsitzender und agierte fortan wie ein Oppositionspolitiker. Ringstorffs Rückzug aus der Regierung löste eine umfassende Kabinettsumbildung aus.

## Liste der Kabinettsmitglieder
| Minister                                                                         | Name                                                           | Partei                             | Partei                                                 | Staatssekretäre |
| -------------------------------------------------------------------------------- | -------------------------------------------------------------- | ---------------------------------- | ------------------------------------------------------ | --- |
| Ministerpräsident                                                                | Berndt Seite                                                   |                                    | CDU                                                    | Thomas de Maizière (Chef der Staatskanzlei, CDU) Karla Staszak (parlamentarische Staatssekretärin, Frauen- und Gleichstellungsbeauftragte, SPD) Gabriele Wurzel (Staatssekretärin für Bundesangelegenheiten und Bevollmächtigte des Landes beim Bund, CDU) |
| Stellvertreter des Ministerpräsidenten                                           | Harald Ringstorff bis 6. Mai 1996                              |                                    | SPD                                                    | |
| Stellvertreter des Ministerpräsidenten                                           | Hinrich Kuessner seit 7. Mai 1996                              |                                    | SPD                                                    | |
| Inneres                                                                          | Rudi Geil bis 12. Mai 1997                                     |                                    | CDU                                                    | Klaus Letzgus, CSU (bis 1996) |
| Inneres                                                                          | Armin Jäger seit 13. Mai 1997                                  | Gustav-Adolf Stange, CDU (ab 1997) | CDU                                                    | |
| Justiz bis 6. Mai 1996 Justiz und Europaangelegenheiten seit 7. Mai 1996         | Rolf Eggert                                                    |                                    | SPD                                                    | Joachim Babendreyer, SPD |
| Finanzen                                                                         | Bärbel Kleedehn bis 6. Mai 1996                                |                                    | CDU                                                    | Ulrich Mann, CDU (bis 1996) |
| Finanzen                                                                         | Sigrid Keler seit 7. Mai 1996                                  |                                    | SPD                                                    | Otto Ebnet, SPD (ab 1996) |
| Wirtschaft und Europaangelegenheiten bis 6. Mai 1996 Wirtschaft seit 7. Mai 1996 | Harald Ringstorff bis 6. Mai 1996                              | SPD                                | Otto Ebnet, SPD (bis 1996)                             | |
| Wirtschaft und Europaangelegenheiten bis 6. Mai 1996 Wirtschaft seit 7. Mai 1996 | Jürgen Seidel seit 7. Mai 1996                                 |                                    | CDU                                                    | Armin Jäger (1996 bis 1997) Frieder Henf, CDU (ab 1997) |
| Landwirtschaft und Naturschutz                                                   | Martin Brick                                                   | CDU                                | Hermann Steitz                                         | |
| Bau, Landesentwicklung und Umwelt                                                | Jürgen Seidel bis 6. Mai 1996 Bärbel Kleedehn seit 7. Mai 1996 | CDU                                | Armin Jäger, CDU (bis 1996) Ulrich Mann, CDU (ab 1996) | |
| Kultus                                                                           | Regine Marquardt                                               |                                    | parteilos                                              | Hans-Christoph Ehmann (bis 1997) |
| Arbeit, Gesundheit und Soziales                                                  | Hinrich Kuessner                                               |                                    | SPD                                                    | Michael Baumann |